# Баррейро, Хайне
Хайне Стивен Баррейро Солис (исп. Jaine Stiven Barreiro Solis; род. 19 июня 1994, Кали) — колумбийский футболист, защитник мексиканского клуба «Леон».

## Клубная карьера
Баррейро является воспитанником клуба «Депортес Киндио». 16 ноября 2011 года дебютировал в Лиге Агила в матче против «Депортиво Перейра». Свой первый гол на профессиональном уровне забил 7 апреля 2012 в ворота клуба «Реал Картахена» (3:2). В конце 2013 вылетел с клубом во второй дивизион Колумбии, но уже через год помог вернуться обратно в высший. В январе 2016 года перешел в «Санта-Фе».
Летом 2016 года за 500000 $ стал игроком мексиканского клуба «Атлас». 16 июля дебютировал в Лиге МХ в матче против «Толуки».

## Достижения

### «Леон»
- Чемпион Мексики: Защитники 2020
- Обладатель Чемпион Мексики: 2023
- Обладатель Кубка лиг: 2020